# Sky Angkor Airlines
Sky Wings Asia Airlines đã đổi tên thương hiệu thành Sky Angkor Airlines từ ngày 1 tháng 12 năm 2014.
Sky Angkor Airlines Inc., hoạt động với tên Skywings Asia Airlines (tiếng Khmer: ស្កាយវីង អេស៊ា អ៊ែឡា, Hangul: 스카이 윙스 아시아 항공), là một hãng hàng không có trụ sở tại Siem Reap, Campuchia. trung tâm chính của nó là ở Siem Reap Sân bay Quốc tế. Hãng là một liên doanh của Hàn Quốc và các nhà đầu tư Campuchia tập trung vào thị trường du lịch Hàn Quốc.

## Lịch sử
- Năm 2010, hãng hàng không có chuyến bay đầu tiên của mình. Trong tháng 7 năm 2011, hãng hàng không có chuyến bay thuê chuyến đầu tiên từ Incheon đến Siem Reap. Năm 2012, hãng được thực hiện điều lệ hàng ngày giữa Hàn Quốc và Campuchia.
- Trong năm 2014 Tháng Mười Hai, Các hãng hàng không thuê ba máy bay Airbus 320-200 từ Small Planet Airlines (XU-702, XU-704, XU-705) cho thời kỳ cao điểm bay trong quý 4 năm 2014 và quý 1 năm 2015.
- Tới ngày 1 Tháng 12 năm 2014, Sky Wing Asia đã đổi thương hiệu thành Sky Angkor Airlines.  Tập tin:Sky Wings Asia Airlines logo.jpgLogo cũ của Sky Angkor Airline hiển thị như Sky Wing Asia Airlines, logo đã thay đổi từ ngày 01 tháng 12 năm 2014 do các hãng hàng không tái thương hiệu

Logo cũ của Sky Angkor Airline hiển thị như Sky Wing Asia Airlines, logo đã thay đổi từ ngày 01 tháng 12 năm 2014 do các hãng hàng không tái thương hiệu

- Sau khi máy hỏng 04.05.2015 XU-ZAB ngừng bay với Lào.